# Kuorevesi
Kuorevesi is een voormalige gemeente in de Finse provincie Tavastland en in de Finse landschap Keski-Suomi. Kuorevesi had een inwonersaantal van 3024 (1997). De naam is vernoemd naar het gelijknamige meer dat in de gemeente lag.

## Geschiedenis
In 2001 is de gemeente gefuseerd naar de grotere gemeente Jämsä.

## Geografie
Kuorevesi had een oppervlakte van 334.2 km² en grensde aan de gemeenten Juupajoki, Jämsä, Jämsänkoski, Keuruu, Längelmäki, Mänttä en Vilppula.
Kuorevesi lag 30 kilometer van Jämsä verwijderd.

## Geboren
- Nestori Toivonen (1865 - 1927)
- Mimmi Haapassalo (1881 - 1970)
- Tyyne Salomaa (1891 - 1928)
- Ulla Juurola (1942 -)

Akaa · Hämeenkyrö · Ikaalinen · Juupajoki · Kangasala · Kihniö · Lempäälä · Mänttä-Vilppula · Nokia · Orivesi · Parkano · Pirkkala · Punkalaidun · Pälkäne · Ruovesi · Sastamala · Tampere · Urjala · Valkeakoski · Vesilahti · Virrat · Ylöjärvi
Voormalige gemeenten:
Äetsä · Aitolathi · Eräjärvi · Ikaalisten maalaiskunta · Karkku · Kiikka · Kuhmalahti · Kuorevesi · Kuru · Kylmäkoski · Längelmäki · Luopioinen · Mänttä · Messukylä · Mouhijärvi · Pohjaslavi · Sääksmäki · Sahalahti · Suodenniemi · Suoniemi · Teisko · Toijala · Tottijärvi · Tyrvää · Vammala · Viiala · Viljakkala · Vilppula